# Tucson Arizona Kings
Die Tucson Arizona Kings sind eine im Jahr 2011 in Wiesbaden gegründete Band von Sänger und Gitarrist Achim Horsinka sowie Bassist Andreas Lüttke, die sich dem „Country Trash“ verschrieben hat. Seit 2019 fungiert die Band als Duo, die Kerninstrumentierung, vor allem für Live-Auftritte, besteht seither lediglich aus Gitarre und Gesang (Achim Horsinka), sowie Schlagzeug (Frank Burger). Die im Studio produzierten Songs des im April 2020 veröffentlichten Albums No Bass But Balls wurden jedoch gezielt durch weitere Instrumente und Gastmusiker ergänzt.

## Stil
Das Repertoire der Band besteht hauptsächlich aus englischsprachigen Eigenkompositionen. Die Tucson Arizona Kings beschreiben ihren Stil als „eine Mischung aus Rock, Country, Folk und Punk“ (im Englischen „Cowpunk“ genannt). Die Akustikkonzerte der Band galten aufgrund ihrer „feinfühligen Melodien“ mit Überraschungsmomenten bereits 2014 in der lokalen Szene als Geheimtipp. Das Szeneportal Sensor lobt die kraftvolle Umsetzung der Stilmischung und bescheinigt der Band emotionsgeladene Shows. Die Texte ihrer Songs behandeln Alltagsthemen wie Liebeskummer, Konsumsucht oder Neue Medien.
Laut der Onlinemedien-Seite Heavyhardes.de klingt die Musik der Wahlcowboys, auf ihrem 2015 erschienenen Debütalbum Angel Kiss, „ganz schön US-amerikanisch“. Obwohl die meisten der Stücke verhältnismäßig ruhig aufgebaut sind, wird das Tempo auch ordentlich angezogen und die Songs werden energisch. Sänger/Gitarrist Achim Horsinka steigert seine angenehmen Vocals bis hin zu emotionalem Schreien. Der Song „The Death Of The Comfortable Bohemian“ mit einer hypnotisierenden Basslinien wird als eingängiges Aushängeschild des Albums bezeichnet.
Das Musiker-Fachmagazin Gitarre & Bass vergleicht den Stil des 2018 erschienenen Albums Karma But Karma mit dem Geist der Rolling Stones zu Sticky Fingers – Zeiten, Erinnerung an Neil Young und teilweise der Eleganz von Calexico. Die Richtung wird durch die Akustikgitarre mit knackigem Strumming oder introvertierten Pickings vorgegeben. Mit melancholischer Stimme und Phrasierungen mit langen Pausen, überrascht Frontmann & Gitarrist Achim Horsinka immer wieder. Darüber hinaus wird betont wie auf Karma But Karma mit wenig Instrumenten Tiefe geschaffen wird.
Des Weiteren beschreibt das Musiker Fachmagazin Gitarre & Bass in der Ausgabe Juni 2020, dass Achim Horsinka (Gitarre und Gesang) und Frank Burger (Schlagzeug) nach dem Ausstieg des Bassisten im Jahr 2019, kurzerhand beschlossen hat als Duo weiterzumachen. Für noch ausstehende Konzerte wurde nichts umarrangiert und sie machten sich dran, in schließlich dieser Besetzung ein neues, drittes Album einzuspielen, das mit dem programmatischen Titel No Bass But Balls im April 2020 veröffentlicht wurde. Der kraftvolle Gesang, geschrammelte Akustikgitarre und treibende Drums bewegen sich zwischen Rock, Folk und Country. Im Studio kamen außerdem eine Baritongitarre und ein Moog-Synthesizer zum Einsatz. Darüber hinaus färben Background-Vocals, Pedal-Steel-Gitarre, Harmonium, Percussion und Kazoo die Songs. Achims Akustikgitarre klingt stets satt und lebendig. In einigen Songs auf No Bass But Balls sind zusätzlich E-Bass und E-Gitarre dabei. Eine punkige Version von R.E.M.s It’s The End Of The World wird ebenso dargeboten. Die elf Songs wurden in nur drei Tagen eingespielt und die daraus resultierende Energie hört man No Bass But Balls an.

## Diskografie
Alben
- 2015: Angel Kiss (7US, CD und Stream/Download)[17][18][19]
- 2018: Karma But Karma (Housemaster Records, CD und Stream/Download)[20][21]
- 2020: No Bass But Balls (Housemaster Records, CD und Stream/Download)[22][23][24]